# Депортация терских казаков

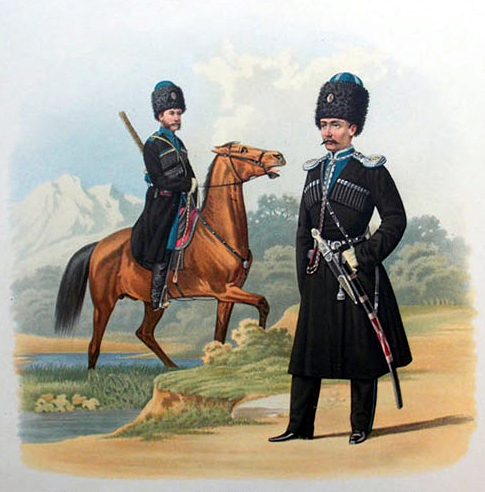
Губарев П. К. Казак и обер-офицер конного полка Терского войска. 1871 г.

Депортация терских казаков — выселение части терских казаков в северные районы Советской России, осуществлявшееся с 1918 до января 1921 года. Предполагалось выселить 18 казачьих станиц общей численностью 60 тысяч человек. Выселение было прервано пребыванием на Северном Кавказе армии Деникина в период с февраля 1919 по март 1920 года. Более того, тем казакам, что были уже выселены, было позволено вернуться в свои станицы. После отступления Белой армии выселение было возобновлено. Но 27 января 1921 года Президиум ВЦИК РСФСР постановил немедленно приостановить выселение. 14 июля 1921 года Президиум ВЦИК признал его ошибочность и запретил дальнейшую реализацию.

## Предыстория
Созданная в 1906 году для обследования земельного фонда на Северном Кавказе специальная комиссия признала земельный голод горцев вопиющим. Терское казачество составляло примерно 20 % населения Терской области, но владело более чем 30 % всей земли и 50 % удобной для возделывания земли. Земельный казачий пай на Тереке составлял в среднем 18,8 десятины, при том, что у горцев эта цифра равнялась 0,57 десятины. Это позволяло прокормить только 14 % горского населения. Остальные вынуждены были переселяться в другие районы или вымирать. Вопрос земельного голода горского населения поднимался на заседаниях Государственной Думы депутатами от Терской области Антоном Масловым и Таштемиром Эльдархановым. В то время говорили, что у чеченца столько земли, сколько помещается под его буркой, а кусок земли под одной коровой стоит столько, сколько одна корова. Такое положение провоцировало горское население на решение проблемы всеми способами, в том числе и незаконными. Поэтому оно торопило Советскую власть с её решением.

## Выселение

### Решения съездов народов Терека
4 марта 1918 года II съезд народов Терека признал власть Совета народных комиссаров РСФСР. Было провозглашено создание на территории Терской области Терской советской республики. Республика была объявлена частью РСФСР. На съезде была принята конституция и сформированы высшие органы власти — Терский народный совет и Совет народных комиссаров. Съезд проголосовал за решение III Всероссийского съезда Советов о социализации земли. В знак протеста против этого часть казачьих депутатов ушла со съезда.
III съезд народов Терека проходил в Грозном 22-28 мая того же года. На нём были подтверждены решения о конфискации помещичьих и крупных частных землевладений, была отменена частная собственность на землю и запрещена купля-продажа земли. Было решено создать запасной земельный фонд для наделения безземельных. Фонд предполагалось сформировать за счёт уничтожения чересполосицы, избытков после распределения земли по уравнительной мере и земель, прежде находившихся в частном владении. Уничтожить чересполосицу, то есть выселить казачьи станицы, клином вдавшиеся в горские земли, предполагалось путём «безболезненного переселения» казаков на новые земли, а горцев в казачьи станицы. За эту резолюции проголосовало 303 депутата, 127 воздержалось и никто не проголосовал против.
Согласно решению съезда, «переселение должно производиться так, чтобы переселяемый попадал по возможности в однородные с прежними привычными ему сельскохозяйственными и климатическими условиями». Казакам должна была выдаваться беспроцентная ссуда, чтобы они могли устроиться на новом месте. Вселяющиеся должны были заплатить «по справедливой оценке» за остававшееся в станицах имущество. В обязанности местной власти входило решение вопроса о времени и способе удовлетворения выселяемых. Территория для переселения должна была выделяться заранее.
Съезд назвал проведение земельной реформы своей первоочередной задачей. К выселению были намечены четыре станицы: Тарская, Сунженская, Воронцово-Дашковская и Фельдмаршальская. Высвобождавшиеся земли предполагалось передать ингушам.

### Реализация решений съездов
На практике выселение казаков не было безболезненным. В частности, при выселении станицы Тарской было убито 57 мужчин и 11 женщин. В 1918 году были выселены станицы Тарская с хутором, Сунженская и Аки-юрт. По утверждению казаков, станицы Фельдмаршальская и Кахановская были сожжены ингушами и чеченцами в конце 1917 года, «скот угнан ими, а казаки скитались по соседним станицам».
В ноябре 1918 года во время подавления Терского восстания начался V съезд народов Терека. К тому времени были выселены три станицы. Для ингушей проблема земельного голода была решена. Делегаты съезда были недовольны методами реализации решений. Резко выступила против применявшихся методов фракция левых эсеров. Также в поддержку казаков выступила осетинская фракция. Такая позиция значительной части депутатов вынудила большевиков изменить свою позицию. Их позиция, с поправками, внесёнными представителями других делегатов, была включена в резолюцию съезда:
… разрешение земельного вопроса в области отнюдь не стоит в плоскости исключительной необходимости переселения аулов, станиц и селений, а стоит в плоскости равномерного распределения всего областного фонда между трудящимися всех народов области не исключая частичного устранения чересполосицы по мере надобности и с соглашения заинтересованных сторон.

### Вторжениевойск Деникина
Аграрная политика большевиков привела к конфликту с казачеством и способствовала падению Советской власти в регионе. Выселение было прервано вторжением войск Деникина. В феврале 1919 года его войска заняли Терскую область. Новая власть позволила выселенным вернуться на прежнее место жительства. В марте 1920 года Деникин под напором Красной Армии вынужден был отступить.

### Возобновление выселения
Горцы с радостью восприняли возвращение Советской власти. Выселенные станицы пришлось выселять снова. В конце июля 1920 года было принято решение о выселении нескольких станиц Сунженской линии.
Попытки Советской власти обустроить все народы были безуспешны. Уравнительный передел земли, на котором настаивали бедные слои крестьянства, автоматически оборачивался против казачества как наиболее обеспеченного землёй собственника. С весны 1918 года на территориях проживания казачества периодически возникали антисоветские восстания.
Большевики, с одной стороны, пытались подавить эти восстания. С другой, они понимали, что казачество неоднородно. В его среде есть и беднота, поддерживающая проводимые Советской властью мероприятия, и колеблющиеся середняки. Поэтому они проводили мероприятия по расколу казачества и привлечению на свою сторону бедняков и середняков. В результате основная масса казачества перешла на сторону Советской власти с конца 1918 по январь 1919 года. В конце 1919 года казаков в рядах Красной Армии было уже больше, чем в рядах Белой.
Однако помимо взвешенных мер, приводивших к росту популярности большевиков, были и другие. В циркулярном письме к местным партийным организациям Оргбюро ЦК РКП(б) от 24 января 1919 года главный упор в политике в отношении казачества делался на репрессивные меры: вести «самую беспощадную борьбу со всеми верхами казачества путём поголовного их истребления — никакие компромиссы, никакая половинчатость недопустимы». Результатом стало Вёшенское восстание. 16 марта 1919 года Пленум ЦК РКП(б) вынужден был приостановить действие директивы.
Все казаки массово репрессировались, издавались приказы об упразднении названий «станица», «казак», казакам запрещалось носить лампасы; реквизировались, в том числе и у трудового казачества, конская упряжь с телегами, отменялись местные ярмарки и так далее. Ленин вынужден был призвать РВС Кавказского фронта телеграммой от 3 июня 1919 года «быть особенно осторожным в ломке таких бытовых мелочей», даже «делать поблажки в привычных населению архаических пережитках», поскольку они в общей политике «совершенно не имеют значения», а «ломка» их только «раздражает население».
В октябре 1920 года в терских и сунженских станицах, как ответ на переселенческую политику Советской власти, вспыхнули восстания. Восставшим казакам удалось перекрыть железнодорожную линию на участке Грозный — Беслан, а также вплотную подойти к Грозному. Благодаря срочно принятым мерам, восстание удалось подавить в 3-4 дня. Для устрашения восставших, по личному приказанию Г. К. Орджоникидзе, в начале ноября 1920 года было депортировано все население станиц Михайловской, Самашкинской, Романовской, Ермоловской и Калиновской — всего 21 806 человек.

### Итоги выселения
14 апреля 1921 года Президиум ВЦИК запретил переселение. К тому времени население 11 станиц покинуло свои дома: 8 станиц были переселены, 3 станицы разграблены, население их покинуло, выселять их не пришлось, но их тоже причислили к выселенным.
По подсчетам комиссии Казачьего отдела ВЦИК, в 1918 году (и повторно весной 1920 года) был выселен из трёх станиц 8671 человек, в ноябре-октябре 1920 года из пяти станиц — 21 806 человек. С учётом трех разорённых нападениями на них станиц, население которых покинуло их без выселения, число оставивших свои дома казаков составило 34 637 человек. Подсчёт населения станиц производился с исчислением хозяйств и населения по переписи 1916 года. К концу 1920 года население станиц уменьшилось, так как убыль населения Терской области по переписи 1920 года составила по сравнению с 1917 годом 16 % населения. В области в 1917 году проживало 1 021 918 человек, в 1920 году — 905 001.
В феврале 1921 года С. М. Киров доложил во ВЦИК, что из Терской области «выселено более 25 тысяч трудового населения». Эта цифра также подтверждается рядом других источников.